# تالیهینا (اکلاهما)
تالیهینا(به انگلیسی: Talihina) شهری در ایالت اکلاهما کشور ایالات متحده آمریکا است که جمعیت آن در سرشماری سال ۲۰۱۰ میلادی، ۱٬۱۱۴ نفر بوده‌است.